# BBC Four
Der Fernsehsender BBC Four gehört zur BBC-Gruppe. Er ging 2002 aus dem bis dahin bestehenden BBC Knowledge hervor, der 1999 gestartet war. Der durchschnittliche Marktanteil lag im September 2006 bei 0,7 %. Die Programmschwerpunkte des Senders liegen bei Kunst und Wissenschaft. Das Programm von BBC Four wird mit einem Kinderkanal (CBeebies) von 04:00 bis 19:00 Uhr (GMT) partagiert.
Wie 2022 bekannt wurde, wird der Sender BBC Four im Rahmen der Einsparungsmaßnahmen der BBC nicht weitergeführt. Die Sendungen sollen stattdessen zukünftig im Internet angeboten werden.

## Direktoren
- 2002–2004: Roly Keating
- 2004–2008: Janice Hadlow
- 2008–2013: Richard Klein
- 2013–2014: Janice Hadlow (kommissarisch)
- Seit 2014: Adam Barker

## Sendungen
Seit Mai 2007 gibt es wochentags World News Today, eine Nachrichtensendung, die zeitlich direkt nach den Haupt- und Regionalnachrichten von BBC One kommen und diese um aktuelle weltpolitische Themen ergänzt.

## Empfang in Deutschland
Der Fernsehsender war im Westen Deutschlands über die Satelliten Astra 2E (SD) und Astra 2F (HD) auf 28.2° Ost empfangbar. Der Sender wurde zusammen mit BBC Three am 19. Juli 2024 auf Astra Ost abgeschaltet.